# 11759 Sunyaev
A 11759 Sunyaev (ideiglenes jelöléssel 4075 P-L) a Naprendszer kisbolygóövében található aszteroida. Cornelis Johannes van Houten,  Ingrid van Houten-Groeneveld és Tom Gehrels fedezte fel 1960. szeptember 24-én. Nevét Rasid Szunyajev orosz (tatár) asztrofizikus volt.